# Michael Land
 (janvier 2015).
Si vous disposez d'ouvrages ou d'articles de référence ou si vous connaissez des sites web de qualité traitant du thème abordé ici, merci de compléter l'article en donnant les références utiles à sa vérifiabilité et en les liant à la section « Notes et références ».
Michael Land ou Michael Z. Land est le principal compositeur de la firme de jeux vidéo Lucasfilm Games devenue LucasArts.
Présent sur toute la série des jeux SCUMM, Land est notamment à l'origine des musiques aux accents reggae de la série Monkey Island.
Le système iMuse utilisé à partir de Monkey Island 2 lui permit de créer plusieurs fins à chaque thème musical, que l'ordinateur choisissait en fonction du moment où le joueur changeait de zone. Le rendu était remarquable et reste inégalé.

## Musicographie
- The Secret of Monkey Island (1990)
- Secret Weapons of the Luftwaffe (1991)
- Monkey Island 2: LeChuck's Revenge (1991)
- Star Wars: X-Wing (1992)
- Indiana Jones and the Fate of Atlantis (1992)
- Star Wars: TIE Fighter (1995)
- The Dig (1995)
- The Curse of Monkey Island (1997)
- Escape from Monkey Island (2000)
- SimCity 4 (2003)
- Tales of Monkey Island (2009)
- Return to Monkey Island  (2022)

## Autres travaux
- Masterblazer (1990) (Son)
- Star Wars: Rebel Assault (1993) (périphérique sonore)
- Sam and Max Hit the Road (version CD-ROM) (1993) (musique/programmation sonore)
- Maniac Mansion: Day of the Tentacle (1993) (interprète/développeur)
- Outlaws (1997) (sound manager)
- Star Wars: DroidWorks (1998) (sound manager)
- Grim Fandango (1998) (supervision de la direction sonore)
- Star Wars Episode I: The Gungan Frontier (1999) (édition musicale et ajouts de compositions)
- The Best of LucasArts Original Soundtracks (2002) (avec d'autres compositeurs)